# 湯米·道格拉斯
湯米·道格拉斯（英語：Tommy Douglas；1904年10月20日—1986年2月24日）是加拿大醫療保險之父，基督教浸信会牧师，薩斯喀徹溫省長，出生於蘇格蘭福爾柯克。
他因癌症在1986年去世。2004年，加拿大廣播公司電視節目選出他為「最偉大的加拿大人」第一名。